# Gewoon veenmos
Gewoon veenmos (Sphagnum palustre) is een soort mos van het geslacht veenmos (Sphagnum).
Het is een algemene, bijna kosmopolitische soort, die vooral in vochtige naaldbossen voorkomt.

## Naamgeving
- Synoniem: Sphagnum cymbifolium (Ehrhart) R. Hedwig
- Duits: Sumpf-Torfmoos

## Determinatie

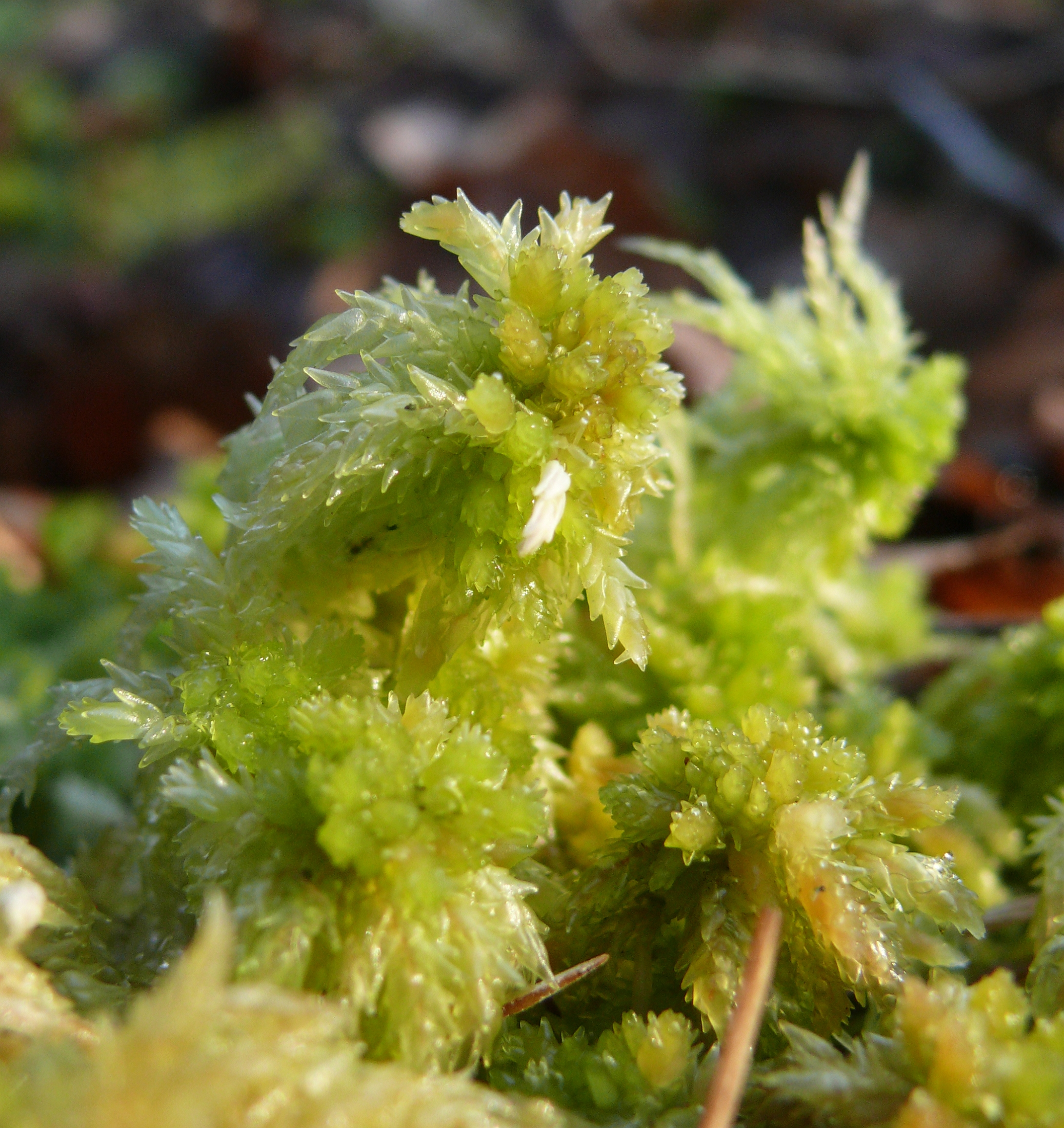
Detail

Gewoon veenmos vormt stevige, lichtgroene tot lichtbruine, tot 25 cm lange planten met een stamdoormeter tussen 0,6–1,2 mm. De epidermis is drielagig, de cellen bezitten gewoonlijk 1 tot 3 huidmondjes en zijn rijk aan spiraalvormige vezels. De stengelblaadjes zijn tot 2 mm lang en 1,4 mm breed, afgerond tot bijna rechthoekig, met een smalle zoom van doorschijnende hyaliene cellen.
De takken staan in bundels van drie tot zes op de stam. De top is knopvormig, meestal duidelijker gepigmenteerd en draagt aan de rand tot 2 cm lange, gebleekte takken. De takblaadjes zijn hol en eirond, 1–2 mm breed. Ze bestaan uit een netwerk van in doorsnede driehoekige groene cellen. De sporogonen zijn bijna bolvormig.

## Ecologie
Gewoon veenmos groeit voornamelijk op vochtige tot natte plaatsen in naaldbossen en natte graslanden, waar het uitgestrekte, bultige tapijten vormt. Het komt relatief minder in hoogveengebieden voor. Het wordt meestal aangetroffen samen met gewimperd veenmos en haakveenmos.

### Syntaxonomie
Gewoon veenmos is een zwakke kensoort van de moerasheide (Sphagno palustris-Ericetum).

## Verspreiding
Gewoon veenmos is algemeen en verspreid over Europa, Azië, beide Amerika's, Australië en Nieuw-Zeeland.

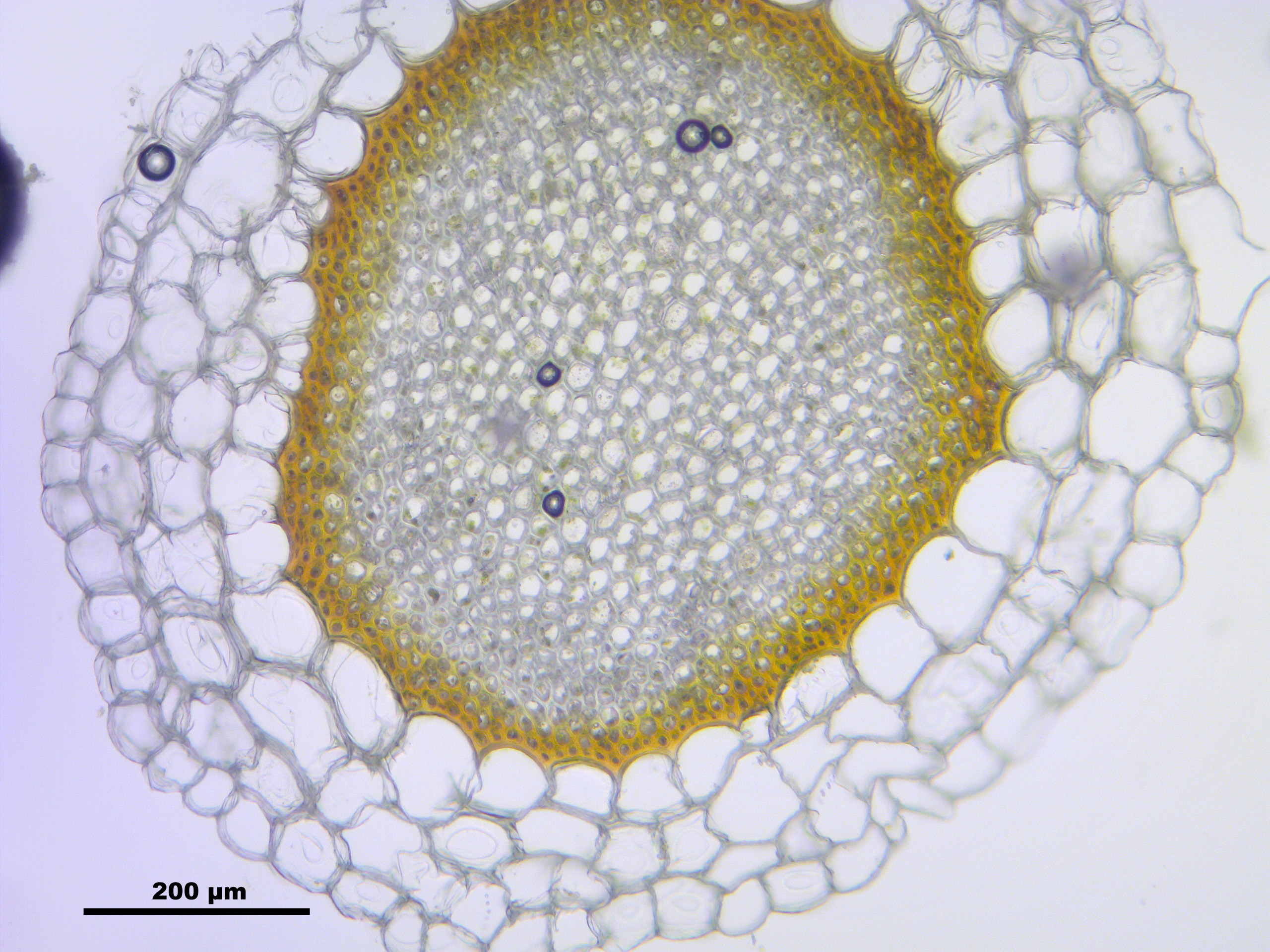
Doorsnede
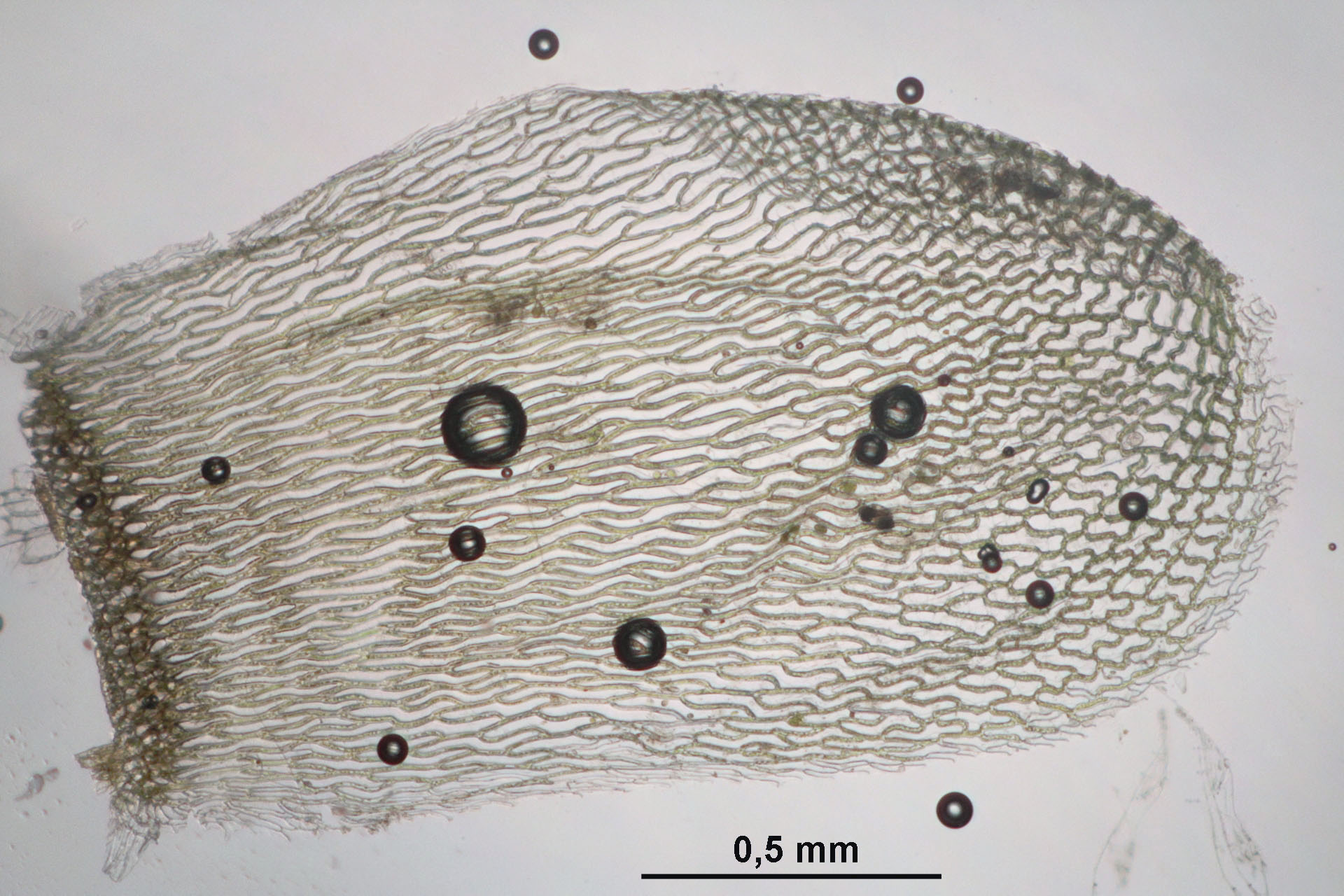
Blad
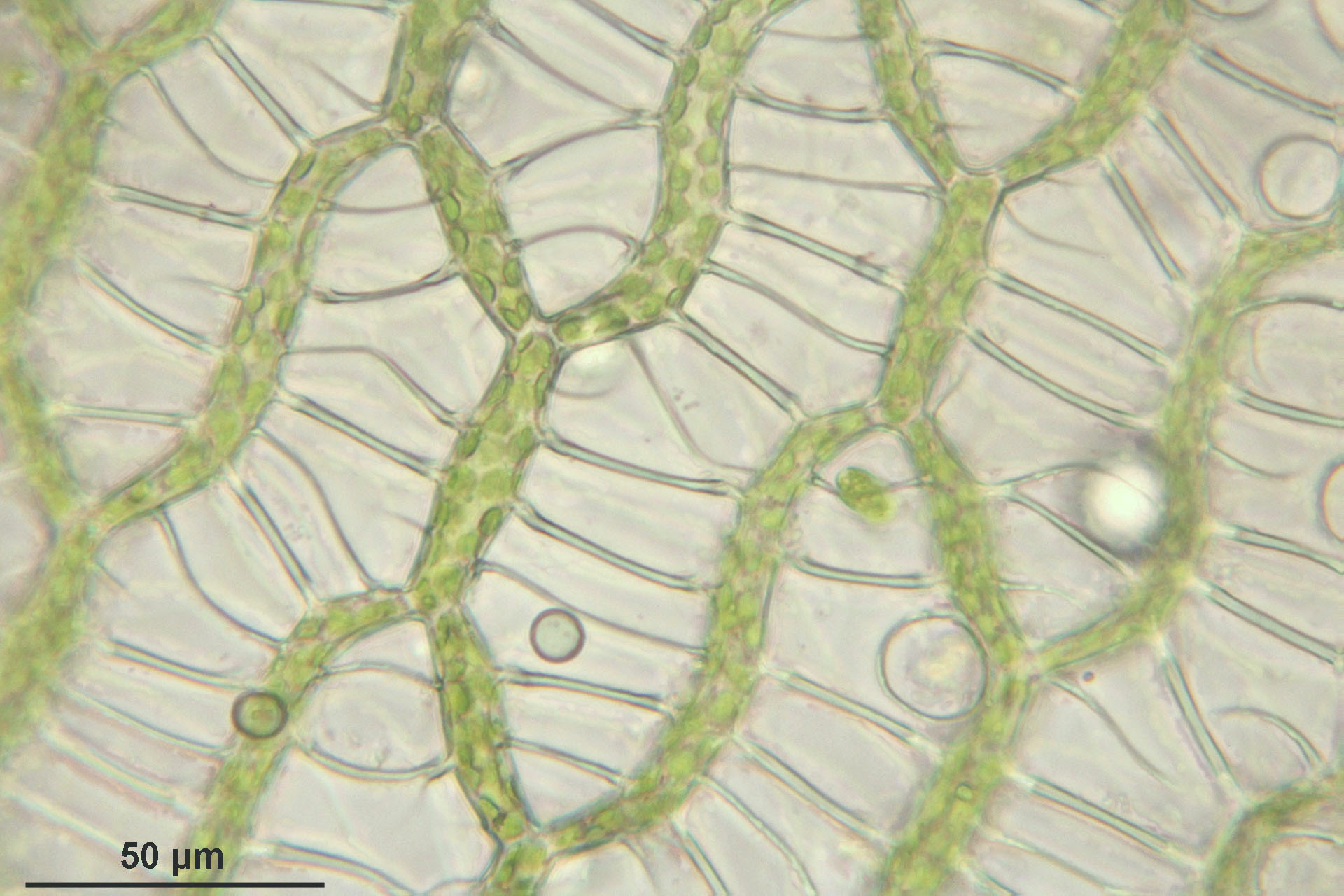
Bladcellen